# Xenelaphis ellipsifer
Espèce
Statut de conservation UICN

 LC  : Préoccupation mineure
Xenelaphis ellipsifer  est une espèce de serpents de la famille des Colubridae.

## Répartition
Cette espèce se rencontre :
- en Indonésie sur les îles de Sumatra et de Bornéo ;
- en Malaisie péninsulaire et en Malaisie orientale.

## Description
L'holotype de Xenelaphis ellipsifer mesure 2 m dont 0,6 m pour la queue. Cette espèce a la tête et la nuque brun pâle. Son dos, crème, présente 18 grandes taches brunes cerclées de noir. Sa face ventrale est jaune.

## Publication originale
- Boulenger, 1900 : Description of new reptiles and batrachians from Borneo. Proceedings of the Zoological Society of London, vol. 1900, p. 182–187 (texte intégral).